# ریچارد پایپس
ریچارد پایپس (انگلیسی: Richard Pipes)؛ یک تاریخ‌نگار اهل ایالات متحده آمریکا بود.
وی هم‌چنین برنده جوایزی همچون کمک هزینه گوگنهایم شده‌است. او یک یهودی با اصالت لهستانی بود.